# Письмо тринадцати
Письмо́ трина́дцати — письмо, написанное студентами, учениками архитектора Иосифа Каракиса в сентябре 1951 года в защиту педагога, когда он был обвинён в космополитизме и сокращён из КИСИ.

## Предпосылки
В сентябре 1951 года в актовом зале КИСИ состоялось очередное собрание с привычной для того времени идеологической «чисткой». В этом году добрались и до архитекторов, и в КИСИ ими оказались член-корреспондент Академии архитектуры УССР, профессор Яков Штейнберг и доцент Каракис. За проект недавно построенной гостиницы «Октябрь» («Украина») в Луганске Иосиф Юльевич Каракис был обвинён в украинском буржуазном национализме, а через некоторое время — в космополитизме, проявлением которого в архитектуре считался конструктивизм. Архитектору Каракису припомнили также киевское здание в Георгиевском переулке, 2, с башенкой, которое лидер польской коммунистической партии принял за церковь.
Штейнберг вынужден был «покаяться», Каракис вместо требуемого покаяния сказал только, что жил и работал по совести. Штейнберга оставили, а Каракиса через семестр уволили и запретили преподавать.

## История написания и содержание
По словам бывшей ученицы И. Ю. Каракиса, Тамары Владимировны Устенко (впоследствии действительного члена УАА), сокращение Каракиса для всех было большим ударом. Студенты не хотели мириться с этим решением.
В знак протеста было написано письмо в защиту педагога, подписанное его лучшими учениками. Своим письмом будущие архитекторы заявляли, что с уходом специалиста такого класса рушится архитектурная школа. Руководил сбором подписей архитектор Михаил Будиловский: 

У ті часи на лекції Каракіса збиралися студенти всього потоку, та небагато з них виступили на підтримку викладача, написавши «лист тринадцятьох». Збором підписів керував Михайло Буділовський — учень Каракіса, у майбутньому — видатний архітектор із не менш драматичною долею.

## Значение и последствия

### Для Иосифа Каракиса
Была проведена серия комсомольских и партийных собраний. Все они сводились к тому, что решение об увольнении Каракиса было решением Коммунистической партии, и изменить его невозможно. «Письмо тринадцати» не повлияло на это решение и Иосиф Каракис был сокращён из штата КИСИ. Спустя 40 и 50 лет это письмо часто упоминалось в архитектурных кругах Киева и в литературных воспоминаниях о том, как увольнение из КИСИ повлияло на судьбу архитектора.

### Для Михаила Будиловского
Данный поступок был очень неординарным, но М. Будиловский об этом не распространялся более полувека. Как вспоминает М. Будиловский в своё 85-летие: 

Неприятностей из-за письма не было. Но после окончания института меня распределили в Куйбышевоблсельпроект, несмотря на то, что я был очень ярким студентом. Фактически это означало конец карьеры. Председателем государственной комиссии на защите был Анатолий Добровольский, который очень удивился такому распределению и пообещал меня вытащить — тогда я не очень в это поверил. Но через два месяца я получил от него копию письма Министерства сельского хозяйства РСФСР с просьбой отпустить меня, а взамен взять к себе двух других выпускников. Ответа не было, и через несколько месяцев пришло второе письмо с похожим содержанием, написанный председателем Госстроя УССР Орловым. На него тоже не отреагировали, и через полгода Добровольский написал: «Бросай всё, приезжай в Киев». Я приехал, он познакомил меня с директором «Киевпроекта» Николаем Шило. Меня направили в четвёртую мастерскую, которой заведовал Вадим Ладный, там я проработал двадцать пять лет.